# Malá Lhota
Malá Lhota är en ort i Tjeckien.   Den ligger i regionen Södra Mähren, i den östra delen av landet, 170 km sydost om huvudstaden Prag. Malá Lhota ligger 387 meter över havet och antalet invånare är 140.
Terrängen runt Malá Lhota är huvudsakligen kuperad, men den allra närmaste omgivningen är platt. Runt Malá Lhota är det ganska tätbefolkat, med 100 invånare per kvadratkilometer. Närmaste större samhälle är Blansko, 7,6 km öster om Malá Lhota. I omgivningarna runt Malá Lhota växer i huvudsak blandskog.